# Белоглав лешояд
Белоглавият лешояд (Gyps fulvus) е едра дневна граблива птица, срещаща се по нашите земи.

## Общи сведения
- Дължината на тялото – 110 cm.
- Размаха на крилете – до 260 cm.
- Тегло – около 7 кг.

Главата на белоглавия лешояд е бяла, крилете са много широки, а опашката е къса. Има бяла гуша и черна човка.

## Разпространение и биотоп
Среща се в Европа (включително България), Азия и Африка. Обитава планини, височини, степи, полупустинни и скалисти райони. По-голямата част от популациите са непрелетни.

## Начин на живот и хранене
Храни се основно с мърша. Деня прекарва в търсене на храна, планирайки на голяма височина, практически невидим за човешко око. Щом забележи труп на умряло животно се спуска рязко с полуприбрани криле. Щом един от лешоядите забележи храна и се спусне към нея, останалите го последват веднага и за много кратко време се събират всички представители на вида намиращи се в близост. Обичайни са битките около трупа на умрялото животно.

## Размножаване
- Гнездо – по високи скали, понякога оформя малки колонии. Всяка година се връща в същото гнездо.
- Яйца – 1 брой/на година
- Мътене – трае 48 – 53 дни. Мътят и двамата родители. Малкото напуска гнездото на около 3 месеца (юли-август).
- Отглежда едно люпило годишно.
- Моногамни птици.

## Природозащитен статус и опазване
- Червен списък на световнозастрашените видове (IUCN Red List) – Незастрашен (Least Concern LC)[3]

- В България е строго защитен вид (Закон за биологичното разнообразие – Приложение 3). Среща се в Източни Родопи, където гнездят около 30 двойки. Видът е бил смятан за изчезнал от страната през 70-те години на 20 век.

През 1978 година е открита малка колония до язовир Студен кладенец с една размножаваща се двойка. След сериозни целенасочени природозащитни действия от страна на МОСВ, БДЗП и други НПО (обявяване на защитени територии, изкуствено подхранване и мониторинг) популацията нараства и днес вече може да се каже, че е стабилизирана. В рамките на Балканския план за опазване на лешоядите се предвижда изкуственото връщане на вида в Стара планина (Врачански Балкан, Централен Балкан, Сините камъни и Котленска планина).
В Софийския зоопарк спорадично се размножава една двойка, и се правят опити за подобряване на гнездовите условия. Успешното размножаване в Зоопарка ще подпомогне проекта за връщане на вида в старите му гнездови находища.

## Фосилна летопис
В късно-плиоценското палеонтологично находище край гр. Вършец отпреди 2,25 млн. години са открити костни останки, отнесени от палеоорнитолога проф. Златозар Боев към нов неизвестен на науката вид Gyps bochenskii (лешояд на Бохенски) – вероятен предледников предшественик на съвременния белоглав лешояд.